# Lawrence Makoare
Lawrence Makoare (Bastion Point, 20 maart 1968) is een acteur uit Nieuw-Zeeland.
Lawrence is vooral bekend van zijn rollen in The Lord of the Rings filmtrilogie. In The Fellowship of the Ring speelt hij de Uruk-hai leider Lurtz en in The Return of the King speelt hij de Tovenaar-koning van Angmar en de ork-legeraanvoerder Gothmog.
Ook is Lawrence bekend van zijn rol in Xena: Warrior Princess, waarin hij twee verschillende personages uit het derde seizoen speelt. Een barbaarse leider in de aflevering "The Quill Is Mightier..." en Maecanus in de aflevering "Fins, Femmes and Gems".
In 2002 speelde hij ook de rol van Mr.Kil in de James Bondfilm Die Another Day.

## Filmografie
- Rapa Nui (1994) - Atta
- Greenstone (serie) televisieserie (1999) - Rameka
- What Becomes of the Broken Hearted? (1999) - Grunt
- The Feathers of Peace (2000) - Pemako
- The Price of Milk (2000) - Nephew
- Crooked Earth (2001) - Kahu Bastion
- The Lord of the Rings: The Fellowship of the Ring (2001) - Lurtz
- The Māori Merchant of Venice (2002) - Pirihina o Morako
- Die Another Day (2002) - Mr. Kil
- The Lord of the Rings: The Return of the King (2003) - Tovenaar-koning en Gothmog
- The Ferryman (2007) - Snake
- The Hobbit: The Desolation of Smaug (2013) - Bolg
- The Dead Lands (2014) - The Warrior

- Biblioteca Nacional de España: XX5664012
- Gemeinsame Normdatei: 1109763883
- International Standard Name Identifier: 0000 0000 4494 0388
- Library of Congress Control Number: no2003059626
- Nederlandse Thesaurus van Auteursnamen: 391743791
- Museum of New Zealand Te Papa Tongarewa: 69769
- Virtual International Authority File: 76006105
- WorldCat: E39PBJbRkfp83YH4KwMjFMp9Dq